# Сан-Лоренсу-ду-Пиауи

Сан-Лоренсу-ду-Пиауи на карте штата.

Сан-Лоренсу-ду-Пиауи (порт. São Lourenço do Piauí) — муниципалитет в Бразилии, входит в штат Пиауи. Составная часть мезорегиона Юго-запад штата Пиауи. Входит в экономико-статистический микрорегион Сан-Раймунду-Нонату. Население составляет 4427 человек на 2010 год. Занимает площадь 672,709 км². Плотность населения — 6,58 чел./км².

## Демография
Согласно сведениям, собранным в ходе переписи 2010 г. Национальным институтом географии и статистики (IBGE), население муниципалитета составляет:
| Полное население                               | Полное население                               | Полное население                               | Полное население                               | 4427  |
| ---------------------------------------------- | ---------------------------------------------- | ---------------------------------------------- | ---------------------------------------------- | ----- |
| в том числе:                                   | Городское население                            | 1113                                           | Процент городского населения, %                | 25,14 |
|                                                | Сельское население                             | 3314                                           | Процент сельского населения, %                 | 74,86 |
|                                                | Мужское население                              | 2266                                           | Процент мужского населения, %                  | 51,19 |
|                                                | Женское население                              | 2161                                           | Процент женского населения, %                  | 48,81 |
| Плотность населения, чел/км²                   | Плотность населения, чел/км²                   | Плотность населения, чел/км²                   | Плотность населения, чел/км²                   | 6,58  |
| Население муниципалитета в % к населению штата | Население муниципалитета в % к населению штата | Население муниципалитета в % к населению штата | Население муниципалитета в % к населению штата | 0,14  |

По данным оценки 2016 года, население муниципалитета составляет 4493 жителя.

## История
Город основан в 1992 году.

## Статистика
- Валовой внутренний продукт на 2003 год составляет 6 779 437,00 реалов (данные: Бразильский институт географии и статистики).
- Валовой внутренний продукт на душу населения на 2003 год составляет 1551,36 реалов (данные: Бразильский институт географии и статистики).
- Индекс развития человеческого потенциала на 2000 год составляет 0,621 (данные: Программа развития ООН).